# A Fire
A Fire is een lied van de Nederlandse band Orange Skyline. Het werd in 2022 als single uitgebracht en stond in hetzelfde jaar op het album Orange Skyline.

## Achtergrond
A Fire is geschreven door Mart Atema, Niels van der Wielen, Simon Christiaanse en Stefan van der Wielen en geproduceerd door JB Meijers. Het is een nummer uit het genre alternatieve rock. De bandleden hadden het lied geschreven, nadat ze inspiratie hiervoor hadden opgedaan tijdens een rondje hardlopen. Ze zien het nummer ook als een sporttrack, waarin de focus ligt op de motivatie achter het sporten. De bandleden vergelijken de opbouw van het lied, wat in mineur begint en steeds positiever wordt, met de situatie in sport wanneer het soms tegenzit, maar dat als je doorgaat, je er alleen maar beter van wordt. Na het voltooien van het lied, vonden ze het een track wat goed bij de Olympische Spelen zou passen. Ze maakten een videoclip met oude sportbeelden en stuurden deze op naar de NOS, welke de uitzendrechten hadden voor de Olympische Winterspelen 2022. Twee weken voor de start van de Winterspelen kregen ze een bericht van Henry Schut, die de presentatie deed voor de Spelen, waarin stond dat ze het nummer als themalied voor het schaatsen op de Winterspelen wilden gebruiken. Het nummer werd gebruikt voor montages aan het eind van de dag, waarin sporthoogtepunten werden getoond.

## Hitnoteringen
De aandacht voor het nummer op tv betekende niet dat het nummer erg succesvol was in de hitlijsten. De enige notering van de single was in de Tipparade van de Nederlandse Top 40. Het stond vier weken in deze lijst en kwam tot de tiende positie.